# Mors Principium Est
Mors Principium Est je finská melodic death metalová skupina z města Pori. Český význam tří latinských slov Mors Principium Est je Smrt je jen začátek.

## Biografie
Skupina Mors Principium Est byla založena roku 1999 třemi zakládajícími členy Jori Haukio (kytara, zpěv), Jarkko Kokko (kytara) a Toni Nummelin (klávesy). Protože skupina neměla hráče na bicí, tak se k nim později připojil Mikko Sipola. Počátkem roku 2000 přestalo Joriho zpívání bavit a tak se skupina rozhodla, že si najde náhradu v podobě nového člena, kterým se stal Ville Viljanen, který v té době právě opouštěl svou starou kapelu.
První demo Before Birth bylo ještě nahráno bez baskytaristy, ale jejich vydavatele Listenable Records to zaujalo a proto se skupina musela poohlédnout po dalším členovi této momentálně šestičlenné formace. Stal se jím v roce 2001 Teemu Heinola. Sága tedy mohla začít.
Na řadu přišly 2 dema Valley of Sacrifice a Third Arrival ve kterých bylo jasně slyšet potenciál této mladé finské skupiny, ale i přes tento fakt se na debutové album Inhumanity muselo čekat až do roku 2003. Album bylo kritikou přijato vesměs kladně.
V roce 2004 opouští skupinu zakládající člen Toni Nummelin, kterého nahradil klávesista Joonas Kukkola. Odchod Toniho vyústil v jakýsi nový náboj pro skupinu, který se odrazil v prozatím nejnovějším albu The Unborn (2005), které je prozatím to nejlepší co skupina vyprodukovala.

## Diskografie

### Dema
- Before Birth (2000)
- Valley of Sacrifice (2001)
- Third Arrival (2002)

### Alba
- Inhumanity (2003)
- The Unborn (2005)
- Liberation = Termination (2007)
- ...And Death Said Live (2012)
- Dawn of the 5th Era (2014)
- Embers of a Dying World (2017)
- Seven (2020)
- Liberate the Unborn Inhumanity (2022)